# Llista d'asteroides/175601-175700
| Nom                  | Designació provisional | Data de descobriment   | Lloc de descobriment | Descobridor/s                                          |
| -------------------- | ---------------------- | ---------------------- | -------------------- | ------------------------------------------------------ |
| 175601 -             | 2006 UV182             | 16 d'octubre de 2006   | Catalina             | CSS                                                    |
| 175602 -             | 2006 UR187             | 19 d'octubre de 2006   | Catalina             | CSS                                                    |
| 175603 -             | 2006 UN191             | 19 d'octubre de 2006   | Catalina             | CSS                                                    |
| 175604 -             | 2006 UL228             | 20 d'octubre de 2006   | Palomar              | NEAT                                                   |
| 175605 -             | 2006 UH230             | 21 d'octubre de 2006   | Catalina             | CSS                                                    |
| 175606 -             | 2006 UJ230             | 21 d'octubre de 2006   | Catalina             | CSS                                                    |
| 175607 -             | 2006 UD275             | 28 d'octubre de 2006   | Kitt Peak            | Spacewatch                                             |
| 175608 -             | 2006 VB4               | 9 de novembre de 2006  | Kitt Peak            | Spacewatch                                             |
| 175609 -             | 2006 VM11              | 11 de novembre de 2006 | Mount Lemmon         | Mount Lemmon Survey                                    |
| 175610 -             | 2006 VT19              | 9 de novembre de 2006  | Kitt Peak            | Spacewatch                                             |
| 175611 -             | 2006 VF31              | 10 de novembre de 2006 | Kitt Peak            | Spacewatch                                             |
| 175612 -             | 2006 VY82              | 13 de novembre de 2006 | Kitt Peak            | Spacewatch                                             |
| 175613 Shikoku-karst | 2006 VB95              | 12 de novembre de 2006 | Kuma Kogen           | Y. Fujita                                              |
| 175614 -             | 2006 VC144             | 15 de novembre de 2006 | Catalina             | CSS                                                    |
| 175615 -             | 2006 VN154             | 8 de novembre de 2006  | Palomar              | NEAT                                                   |
| 175616 -             | 2006 WV33              | 16 de novembre de 2006 | Kitt Peak            | Spacewatch                                             |
| 175617 -             | 2006 WA36              | 16 de novembre de 2006 | Kitt Peak            | Spacewatch                                             |
| 175618 -             | 2006 WQ47              | 16 de novembre de 2006 | Kitt Peak            | Spacewatch                                             |
| 175619 -             | 2006 WO53              | 16 de novembre de 2006 | Catalina             | CSS                                                    |
| 175620 -             | 2006 WE99              | 19 de novembre de 2006 | Kitt Peak            | Spacewatch                                             |
| 175621 -             | 2006 WX125             | 22 de novembre de 2006 | Mount Lemmon         | Mount Lemmon Survey                                    |
| 175622 -             | 2006 XX4               | 15 de desembre de 2006 | Siding Spring        | SSS                                                    |
| 175623 -             | 2006 YR14              | 22 de desembre de 2006 | Črni Vrh             | Črni Vrh                                               |
| 175624 -             | 2006 YM47              | 23 de desembre de 2006 | Mount Lemmon         | Mount Lemmon Survey                                    |
| 175625 -             | 2007 OK7               | 23 de juliol de 2007   | OAM                  | OAM                                                    |
| 175626 -             | 2007 PK25              | 11 d'agost de 2007     | Socorro              | LINEAR                                                 |
| 175627 -             | 2007 RE81              | 10 de setembre de 2007 | Catalina             | CSS                                                    |
| 175628 -             | 2007 RW275             | 10 de setembre de 2007 | Catalina             | CSS                                                    |
| 175629 Lambertini    | 2007 SX1               | 19 de setembre de 2007 | Skylive              | Skylive                                                |
| 175630 -             | 2007 TQ41              | 6 d'octubre de 2007    | Kitt Peak            | Spacewatch                                             |
| 175631 -             | 2007 TD47              | 4 d'octubre de 2007    | Kitt Peak            | Spacewatch                                             |
| 175632 -             | 2007 TG85              | 8 d'octubre de 2007    | Mount Lemmon         | Mount Lemmon Survey                                    |
| 175633 -             | 2007 TF184             | 9 d'octubre de 2007    | Purple Mountain      | PMO NEO Survey Program                                 |
| 175634 -             | 2007 TV216             | 7 d'octubre de 2007    | Kitt Peak            | Spacewatch                                             |
| 175635 -             | 2007 TO279             | 12 d'octubre de 2007   | Anderson Mesa        | LONEOS                                                 |
| 175636 Zvyagel       | 2007 UP4               | 17 d'octubre de 2007   | Andrushivka          | Andrushivka                                            |
| 175637 -             | 2007 US25              | 16 d'octubre de 2007   | Kitt Peak            | Spacewatch                                             |
| 175638 -             | 2007 UF47              | 21 d'octubre de 2007   | Kitt Peak            | Spacewatch                                             |
| 175639 -             | 2007 UC51              | 24 d'octubre de 2007   | Mount Lemmon         | Mount Lemmon Survey                                    |
| 175640 -             | 2007 UZ104             | 30 d'octubre de 2007   | Kitt Peak            | Spacewatch                                             |
| 175641 -             | 2007 VD32              | 2 de novembre de 2007  | Kitt Peak            | Spacewatch                                             |
| 175642 -             | 2007 VB76              | 3 de novembre de 2007  | Kitt Peak            | Spacewatch                                             |
| 175643 -             | 2007 VF165             | 5 de novembre de 2007  | Kitt Peak            | Spacewatch                                             |
| 175644 -             | 2007 VK166             | 5 de novembre de 2007  | Kitt Peak            | Spacewatch                                             |
| 175645 -             | 2007 VG263             | 13 de novembre de 2007 | Kitt Peak            | Spacewatch                                             |
| 175646 -             | 2007 VQ290             | 14 de novembre de 2007 | Kitt Peak            | Spacewatch                                             |
| 175647 -             | 4091 P-L               | 24 de setembre de 1960 | Palomar              | C. J. van Houten, I. van Houten-Groeneveld, T. Gehrels |
| 175648 -             | 4326 P-L               | 24 de setembre de 1960 | Palomar              | C. J. van Houten, I. van Houten-Groeneveld, T. Gehrels |
| 175649 -             | 6233 P-L               | 24 de setembre de 1960 | Palomar              | C. J. van Houten, I. van Houten-Groeneveld, T. Gehrels |
| 175650 -             | 1408 T-2               | 29 de setembre de 1973 | Palomar              | C. J. van Houten, I. van Houten-Groeneveld, T. Gehrels |
| 175651 -             | 3094 T-2               | 30 de setembre de 1973 | Palomar              | C. J. van Houten, I. van Houten-Groeneveld, T. Gehrels |
| 175652 -             | 3257 T-2               | 30 de setembre de 1973 | Palomar              | C. J. van Houten, I. van Houten-Groeneveld, T. Gehrels |
| 175653 -             | 1014 T-3               | 17 d'octubre de 1977   | Palomar              | C. J. van Houten, I. van Houten-Groeneveld, T. Gehrels |
| 175654 -             | 2130 T-3               | 16 d'octubre de 1977   | Palomar              | C. J. van Houten, I. van Houten-Groeneveld, T. Gehrels |
| 175655 -             | 3306 T-3               | 16 d'octubre de 1977   | Palomar              | C. J. van Houten, I. van Houten-Groeneveld, T. Gehrels |
| 175656 -             | 3397 T-3               | 16 d'octubre de 1977   | Palomar              | C. J. van Houten, I. van Houten-Groeneveld, T. Gehrels |
| 175657 -             | 3426 T-3               | 16 d'octubre de 1977   | Palomar              | C. J. van Houten, I. van Houten-Groeneveld, T. Gehrels |
| 175658 -             | 3578 T-3               | 11 d'octubre de 1977   | Palomar              | C. J. van Houten, I. van Houten-Groeneveld, T. Gehrels |
| 175659 -             | 1981 EP23              | 3 de març de 1981      | Siding Spring        | S. J. Bus                                              |
| 175660 -             | 1981 QC3               | 24 d'agost de 1981     | La Silla             | H. Debehogne                                           |
| 175661 -             | 1989 SC14              | 26 de setembre de 1989 | Calar Alto           | J. M. Baur, K. Birkle                                  |
| 175662 -             | 1993 BB10              | 22 de gener de 1993    | Kitt Peak            | Spacewatch                                             |
| 175663 -             | 1993 FD48              | 19 de març de 1993     | La Silla             | UESAC                                                  |
| 175664 -             | 1993 KK1               | 24 de maig de 1993     | Kitt Peak            | Spacewatch                                             |
| 175665 -             | 1993 MJ                | 16 de juny de 1993     | Kitt Peak            | Spacewatch                                             |
| 175666 -             | 1993 TS9               | 12 d'octubre de 1993   | Kitt Peak            | Spacewatch                                             |
| 175667 -             | 1993 TX24              | 9 d'octubre de 1993    | La Silla             | E. W. Elst                                             |
| 175668 -             | 1994 AZ9               | 8 de gener de 1994     | Kitt Peak            | Spacewatch                                             |
| 175669 -             | 1994 LT3               | 3 de juny de 1994      | La Silla             | H. Debehogne                                           |
| 175670 -             | 1994 PN32              | 12 d'agost de 1994     | La Silla             | E. W. Elst                                             |
| 175671 -             | 1994 SV6               | 28 de setembre de 1994 | Kitt Peak            | Spacewatch                                             |
| 175672 -             | 1994 UN7               | 28 d'octubre de 1994   | Kitt Peak            | Spacewatch                                             |
| 175673 -             | 1994 UY10              | 29 d'octubre de 1994   | Kitt Peak            | Spacewatch                                             |
| 175674 -             | 1994 WP6               | 28 de novembre de 1994 | Kitt Peak            | Spacewatch                                             |
| 175675 -             | 1995 CJ4               | 1 de febrer de 1995    | Kitt Peak            | Spacewatch                                             |
| 175676 -             | 1995 DK8               | 24 de febrer de 1995   | Kitt Peak            | Spacewatch                                             |
| 175677 -             | 1995 EV4               | 2 de març de 1995      | Kitt Peak            | Spacewatch                                             |
| 175678 -             | 1995 FA4               | 23 de març de 1995     | Kitt Peak            | Spacewatch                                             |
| 175679 -             | 1995 GE1               | 1 d'abril de 1995      | Kitt Peak            | Spacewatch                                             |
| 175680 -             | 1995 GU1               | 1 d'abril de 1995      | Kitt Peak            | Spacewatch                                             |
| 175681 -             | 1995 GU2               | 2 d'abril de 1995      | Kitt Peak            | Spacewatch                                             |
| 175682 -             | 1995 MC5               | 22 de juny de 1995     | Kitt Peak            | Spacewatch                                             |
| 175683 -             | 1995 OK13              | 22 de juliol de 1995   | Kitt Peak            | Spacewatch                                             |
| 175684 -             | 1995 QC16              | 27 d'agost de 1995     | Kitt Peak            | Spacewatch                                             |
| 175685 -             | 1995 SB6               | 17 de setembre de 1995 | Kitt Peak            | Spacewatch                                             |
| 175686 -             | 1995 SE11              | 17 de setembre de 1995 | Kitt Peak            | Spacewatch                                             |
| 175687 -             | 1995 SV12              | 18 de setembre de 1995 | Kitt Peak            | Spacewatch                                             |
| 175688 -             | 1995 SF13              | 18 de setembre de 1995 | Kitt Peak            | Spacewatch                                             |
| 175689 -             | 1995 SX17              | 18 de setembre de 1995 | Kitt Peak            | Spacewatch                                             |
| 175690 -             | 1995 SX34              | 22 de setembre de 1995 | Kitt Peak            | Spacewatch                                             |
| 175691 -             | 1995 SM38              | 24 de setembre de 1995 | Kitt Peak            | Spacewatch                                             |
| 175692 -             | 1995 SH40              | 25 de setembre de 1995 | Kitt Peak            | Spacewatch                                             |
| 175693 -             | 1995 SZ41              | 25 de setembre de 1995 | Kitt Peak            | Spacewatch                                             |
| 175694 -             | 1995 ST51              | 26 de setembre de 1995 | Kitt Peak            | Spacewatch                                             |
| 175695 -             | 1995 TU7               | 15 d'octubre de 1995   | Kitt Peak            | Spacewatch                                             |
| 175696 -             | 1995 TS8               | 1 d'octubre de 1995    | Kitt Peak            | Spacewatch                                             |
| 175697 -             | 1995 UG2               | 23 d'octubre de 1995   | Kleť                 | Kleť                                                   |
| 175698 -             | 1995 UQ8               | 20 d'octubre de 1995   | Haleakala            | AMOS                                                   |
| 175699 -             | 1995 UK12              | 17 d'octubre de 1995   | Kitt Peak            | Spacewatch                                             |
| 175700 -             | 1995 UM18              | 18 d'octubre de 1995   | Kitt Peak            | Spacewatch                                             |